# Fata cu chitara
Fata cu chitara (titlul original: în rusă Девушка с гитарой, transliterat: Devușka s ghitaroi)  este un film de comedie muzicală sovietic, realizat în 1958 de regizorul Aleksandr Faințimmer. După succesul filmului Noapte de carnaval jucat de Liudmila Gurcenko, scenariul filmului Fata cu chitara a fost scris contând pe popularitatea ei. Este filmul de debut al actorului Iuri Nikulin.

## Rezumat
Tania Fedosova, vânzătoarea drăguță de la magazinul de muzică, visează să devină artistă. Îi place mult să cânte și clienții roiesc tot timpul în jurul ei. Asta îl enervează pe directorul de magazin, care se teme să piardă o angajată valoroasă și încearcă să prevină pe Tania să devină artistă, însă cunoștința cu tânărul compozitor Korzikov, o ajută ca visul ei să devină realitate.

## Distribuție
- Liudmila Gurcenko – Tania Fedosova
- Mihail Jarov – Sviristinski, șeful magazinului
- Vladimir Gusev – compozitorul Korzikov
- Faina Ranevskaia – Sviristinskaia
- Iuri Nikulin – pirotehnicianul
- Serghei Blinnikov – tatăl Taniei
- Boris Petker – Starobarabanțev
- Oleg Anofriev – Vania Savușkin
- Larisa Kronberg – casierul
- Serghei Filippov – Mamin
- Boris Novikov – Țîplakov
- Mihail Pugovkin – Penkin
- Serghei Golovanov – Kolosov, președintele juriului
- Svetlana Haritonova – client
- Gheorghi Vițin – cumpărător
- Evgheni Kudriașiov – concurentul cu povestirea
- Valentin Brîleev – cumpărător (nemenționat)
- Sidi Tal – cântăreața din București (nemenționat)[2]
- Zinaida Sorocinskaia – cumpărător (nemenționat)

## Lansare
A fost lansat în anul 1958 și a avut parte de succes comercial, fiind vizionat de 31,9 milioane de spectatori în cinematografele din Uniunea Sovietică.